# Strmoglavljenje T-28B pri Jickovicah
V nedeljo, 20. junija 2021 je ob 16.55 na poti z letalskega mitinga na Poljskem strmoglavilo letalo Flying Bullsov T-28B »Trojan« z registrskimi oznakami OE-ESA in manufakturnimi oznakami 200-250. Letalo je strmoglavilo pri kraju Jickovice na Češkem, približno 70 km od Prage in 90 km severno od avstrijske meje. Ob trku je umrl pilot letala Rainer Steinberger, huje poškodoval pa se je tudi njegov kopilot sopotnik Miro Majcen, slovenski fotograf in uradni fotograf Flying Bullsov. Na kraj nesreče so kmalu prišli reševalci ter Majcna prepeljali v eno izmed praških bolnišnic.
T-28 se je vračal nazaj domov v hangar št. 7 na letališče Wolfganga Amadeusa Mozarta v Salzburgu. Letel je v družbi dveh ameriških vojaških letal, bombnika B-25 Mitchell in nočnega lovca P-38 Lightning. Vsi trije so nastopali na mitingu Leszno na letališču Leszno-Strzyzwiece na Poljskem. Letalo je po razpadu v več delov strmoglavilo v gozd okrog 17. ure približno kilometer od vasi Jickovice in se vžgalo. Na kraj sta bili poslani dve reševalni ekipi s podporo helikopterske posadke. Natančen vzrok strmoglavljenja še ni znan, na kraju nesreče so preiskovalci Inštituta za preiskavo vzrokov letalskih nesreč ter policija. Za avstrijski ORF je trk in smrt ene osebe potrdil tudi predstojnik čeških kontrolorjev zračnega prostora.
Letalo je bilo zgrajeno leta 1954 in je v ameriški vojni mornarici ostalo vse do leta 1965 kot šolsko letalo. Kasneje je bila dvakrat prodana znotraj ZDA. V Evropo je letalo prišlo v zabojniku iz Teksasa.
Po preliminarnih informacijah čeških preiskovalcev, ki slonijo na videposnetkih, fotografskem materialu in pričevanju očividcev, je pilot letala na višini okrog 60 m začel izvajati sodček, ki pa kot kaže ni bil pravilno izveden, saj je letalo s krilom zadelo v drevesa in se ob pristanku vžgalo.